# Nino Nutrizio
Stefano Nutrizio, detto Nino (Traù, 10 febbraio 1911 – Firenze, 20 ottobre 1988) è stato un giornalista italiano, storico direttore del quotidiano milanese «La Notte». È ricordato come inventore di una nuova forma di giornalismo d'attualità. Sua sorella Maria Carmen, con il nome di Mila Schön, fu un'affermata stilista.

## Biografia
Nativo di Traù (Dalmazia), studiò giurisprudenza, senza però mai discutere la tesi di laurea, pur avendo sostenuto tutti gli esami richiesti. Lasciata la Dalmazia, iniziò la carriera giornalistica al quotidiano «Il Secolo XIX» di Genova. In seguito fu cronista sportivo del quotidiano del Partito Nazionale Fascista «Il Popolo d'Italia».
Dopo lo scoppio della Seconda guerra mondiale, venne imbarcato quale corrispondente di guerra sull'incrociatore Pola della Regia Marina. La nave venne silurata dagli inglesi il 28 marzo 1941 nel corso della battaglia navale di Capo Matapan. Parecchi annegarono; Nutrizio, invece, riuscì a resistere nuotando per ore. La mattina seguente fu salvato, già assiderato, dagli inglesi . Passò cinque anni nei campi di prigionia britannici, tra Egitto, Palestina mandataria e India (Yol), dove rimase fino al 1946.
Rientrato in Italia nel dicembre 1946 ed impossibilitato a riprendere la professione di giornalista a causa delle leggi sull'epurazione, venne nominato allenatore dell'Inter insieme a Giuseppe Meazza, grazie ai buoni uffici del suo collega Emilio Colombo (già direttore della «Gazzetta dello Sport»).
Tornò a fare il giornalista scrivendo per il «Corriere Lombardo», quotidiano milanese diretto nel 1947-48 da Filippo Sacchi. Per i primi tempi si occupò dell'edizione mattutina (che usciva con la testata "Corriere di Milano"); quando questa chiuse, fu impiegato nell'edizione principale. Il nuovo direttore Benso Fini lo nominò caposervizio dello sport. Questo periodo fu per Nutrizio un'esperienza fondamentale, che seppe mettere a frutto in seguito. L'incarico fu di breve durata, perché il giornale entrò presto in crisi. Nutrizio non si scoraggiò ed iniziò a collaborare con altre testate, scrivendo articoli di sport.
All'inizio degli anni cinquanta arrivò per Nutrizio l'occasione tanto attesa: l'industriale cementiero Carlo Pesenti decise di finanziare la pubblicazione de «La Notte», un quotidiano del pomeriggio di orientamento conservatore, per contrastare l'egemonia dei giornali di sinistra (e principalmente del quotidiano pomeridiano «Milano Sera»). Il profilo del giornalista ideale da collocare alla guida del foglio venne tracciato da Pesenti insieme a monsignor Ernesto Pisoni, direttore del quotidiano cattolico «L'Italia»: dovrà trattarsi di un giornalista sportivo che non si interessi di politica, ma sappia occuparsi con competenza di calcio. Il resto del contenuto del giornale (e soprattutto la politica), verrà gestito da qualcun altro. È proprio da monsignor Pisoni, infatti, che arriva a Nutrizio la proposta di dirigere il nuovo giornale.
Quando Nutrizio venne nominato direttore pochi lo ritennero capace di dirigere un quotidiano del pomeriggio in una città che contava già diversi giornali del settore. Oltre al già citato «Milano Sera», nella metropoli lombarda venivano pubblicati anche il «Corriere Lombardo» ed il «Corriere d'Informazione», edizione pomeridiana del più noto «Corriere della Sera». Ma nonostante il magro risultato dell'esordio (il primo numero del giornale, comparso nelle edicole il 7 dicembre 1952, vendette a malapena mille copie) nel giro di pochi mesi le vendite salirono vertiginosamente ed in capo a pochi anni il giornale toccò la strabiliante cifra di 250 000 copie, delle quali oltre 80.000 vendute in città.
La bravura di Nutrizio ed il soddisfacente andamento delle vendite, ma soprattutto il favore dei lettori (che giunsero a frotte dagli altri quotidiani del pomeriggio ad acquistare il nuovo foglio), convinsero Pesenti a lasciare in vita il giornale anche dopo le elezioni del 1953.
Negli anni sessanta «La Notte» si consolidò come quotidiano cittadino indipendente, lontano da ingerenze politiche.
Negli anni settanta, nonostante la popolarità del giornale, "el Nutrisio" dovette far fronte ad un inarrestabile calo della tiratura. Dalle 250 000 copie del decennio precedente, il giornale ne stampava a malapena 50.000. Nel gennaio del 1979, dopo ventisette anni di ininterrotta direzione (un record, più di quelli di Luigi Albertini al «Corriere della Sera»), Nino Nutrizio lasciò la direzione del quotidiano milanese per ritirarsi a vita privata nella sua casa di Bagno a Ripoli (in provincia di Firenze), mantenendo rapporti di collaborazione con alcune testate fino a poco prima della morte.
Sposato con Luciana Novaro, prima ballerina del teatro alla Scala dal 1941 al 1956, ebbe una figlia, Cristina.

## Dissero di lui
- Nutrizio era famoso tra i collaboratori e i colleghi per le battute fulminanti. Diede una prova del suo carattere nel famoso episodio accaduto nel 1976 nel corso della trasmissione televisiva Tribuna politica, quando trasse un pacco di pasta ed uno di riso e li pose di fronte ad Enrico Berlinguer, allora segretario del PCI, dicendogli: «Caro onorevole, questi non possono bollire insieme nella stessa pentola. Lo stesso vale per la democrazia e il comunismo».
- Indro Montanelli lo definirà: "Un uomo a caldo in questo mondo di pesci Findus".
- Un suo detto: "I gatti neri portano sfortuna solo ai cretini!"[5]